# Szudża Szah Durrani

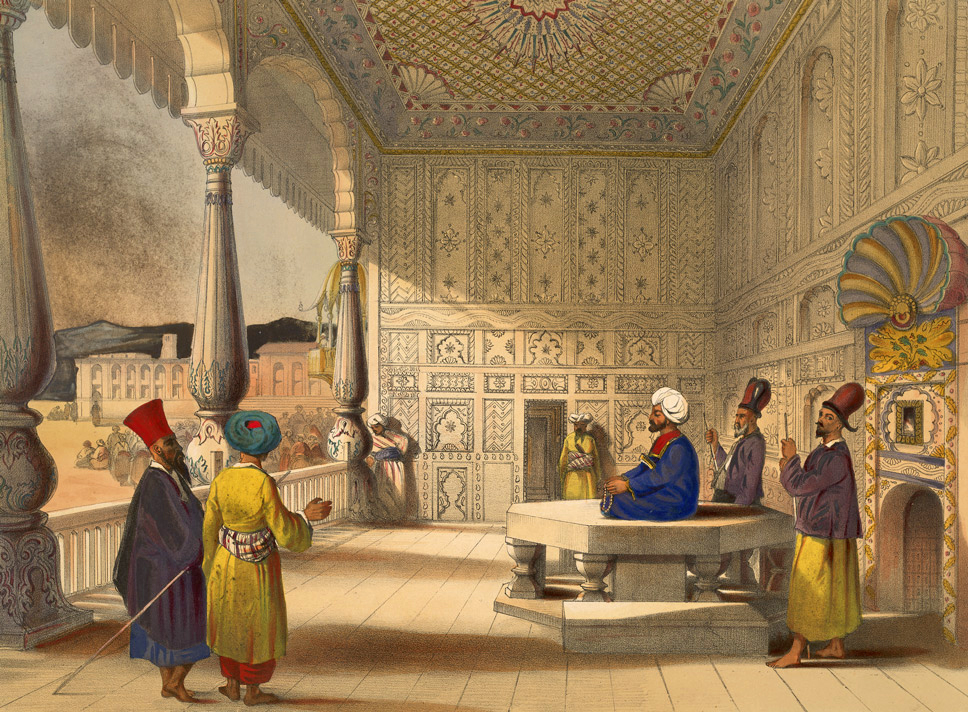
Szudża Szah w swoim pałacu w Kabulu

Szudża Szah Durrani (pers. شاه شجاع درانی, ang. Shuja Shah, Shoja Shah, Shah Shujah Durrani, Shujah al-Mulk; ur. 1780, zm. w kwietniu 1842 w Kabulu) – szach Afganistanu w latach 1803–1809 i 1839–1842. Pochodził z linii Sadozai grupy Abdali z klanu Pasztunów. Syn Timura Szaha z dynastii Durrani. Na tron wstąpił w 1803 r. po długotrwałej wojnie. W 1809 r. został obalony przez swojego brata Mahmuda Szaha i znalazł się na wygnaniu (kolejno Indie Brytyjskie, Lahaur i Ludhijana), przez cały czas starając się odzyskać władzę. Ostatecznie wrócił na tron w 1839 r. podczas I wojny brytyjsko-afgańskiej dzięki poparciu Wielkiej Brytanii. Po wycofaniu się Brytyjczyków z Kabulu został zamordowany w 1842 r. W Afganistanie jest uważany za zdrajcę.